# 草山杭子梢
草山杭子梢（学名：Campylotropis prainii）为豆科杭子梢属下的一个种。灌木，高0.8米-2米。花冠红紫色或蓝紫色。花期为9月-11月，果期为11月至翌年3-4月。分布于中国四川省、云南省。

## 扩展阅读
- 維基物種上的相關：草山杭子梢